# Cyprinodon radiosus
Cyprinodon radiosus é uma espécie de peixe da família Cyprinodontidae.
É endémica dos Estados Unidos da América.